# Artibeus aztecus
Artibeus aztecus es una especie de murciélago de la familia Phyllostomidae.

## Distribución geográfica
Se encuentra en Costa Rica, El Salvador, Guatemala, Honduras, México y España.